# Young (Mondkrater)
Young ist ein Einschlagkrater im Süden der Mondvorderseite, östlich des Kraters Fabricius und von Rheita aus dem Verlauf des Mondtales Vallis Rheita folgend in südöstlicher Richtung gelegen.
Der Krater ist stark erodiert. Den südwestlichen Teil kreuzt das Vallis Rheita.
| Buchstabe | Position           | Durchmesser | Link |
| --------- | ------------------ | ----------- | ---- |
| A         | 41,17° S, 51,15° O | 11 km       |      |
| B         | 41,02° S, 50,72° O | 8 km        |      |
| C         | 41,55° S, 48,23° O | 30 km       |      |
| D         | 43,51° S, 51,7° O  | 45 km       |      |
| F         | 44,87° S, 51,64° O | 20 km       |      |
| R         | 42,46° S, 55,36° O | 9 km        |      |
| S         | 43,39° S, 53,88° O | 10 km       |      |

Der Krater wurde 1935 von der IAU nach dem englischen Physiker Thomas Young offiziell benannt.